# Estación de Control Terrestre de UAV

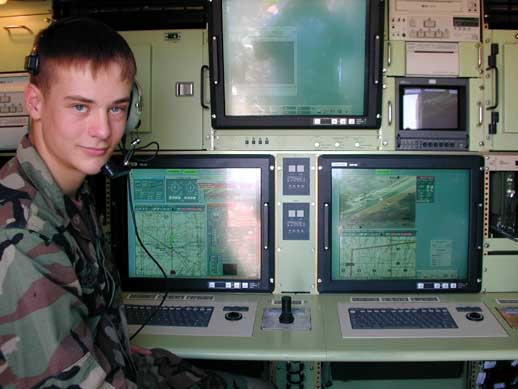
Interior del RQ-7A Shadow 200 GCS.

La Estación de Control Terrestre (GCS, Ground Control Station) de un UAV, es un centro de control terrestre o marítimo que proporciona las instalaciones necesarias para el control humano de Vehículos Aéreos no Tripulados (UAVs, Unmanned Aerial Vehicles). También puede referirse a un sistema para controlar cohetes, dentro o fuera de la atmósfera. No obstante, en estos casos normalmente se conoce como Centro de Control de Misión .

## Hardware

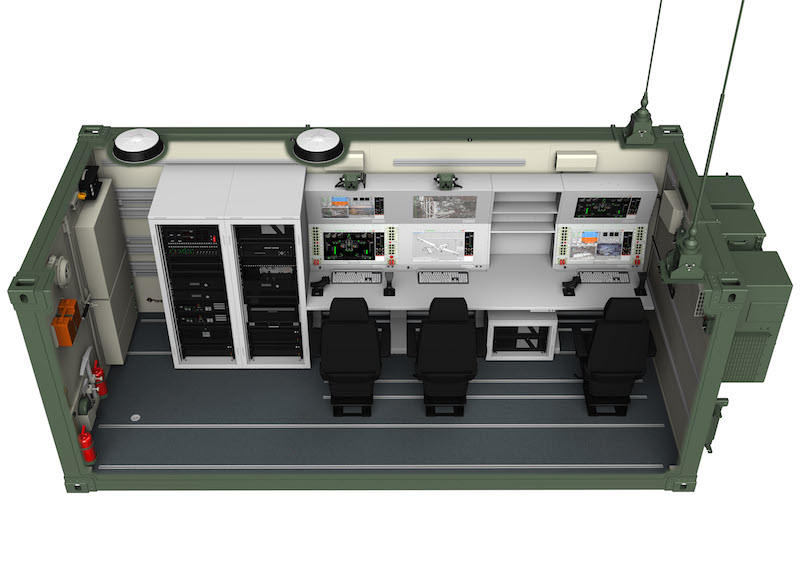
Interior del
GCS de un Bayraktar TB2.

El hardware de una GCS, se refiere al conjunto completo de sistemas de hardware terrestres que se utilizan para controlar el UAV. Esto generalmente incluye la interfaz de usuario, computadora, todos los dispositivos de mando necesarios para controlar el vehículo y antenas con enlace de datos al UAV para recibir telemetría y enviar mensajes.

### GCS Fijas o Montadas en Vehículos

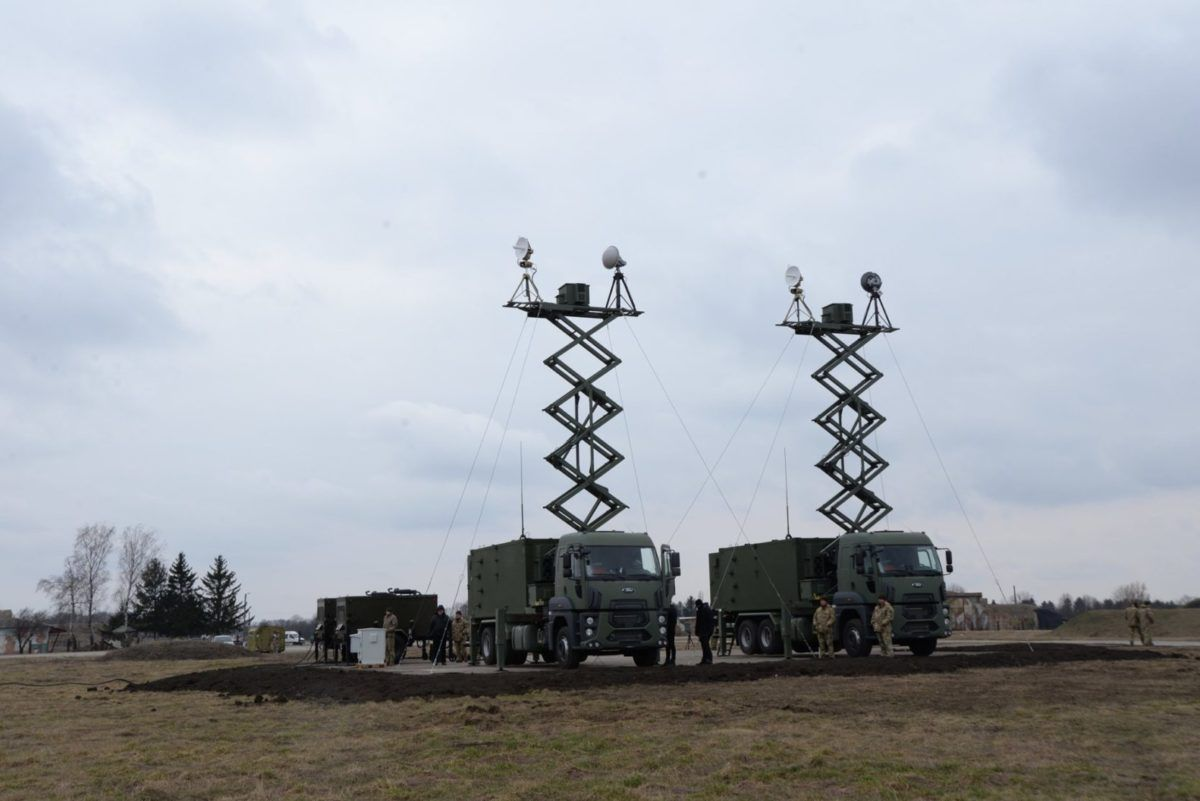
Dos estaciones de control terrestres de laFuerza Aérea de Ucrania, Bayraktar TB2.

Los UAV militares más grandes, como el General Atomics MQ-1 Predator, cuentan con lo que se asemeja a una cabina virtual. El piloto, u operador de vuelo, se sienta frente a una serie de pantallas que muestran la vista desde el UAV, un mapa virtual e instrumentación de la aeronave. El control se realiza a través de un joystick y un acelerador similares a los de un avión convencional, normalmente se suelen integrar sistemas tipo Hands on Throttle and Stick (HOTAS).
Cuando se desea establecer un enlace de comunicaciones con un UAV que se encuentra muy alejado de la GCS, también se suelen instalar sistemas que permiten la comunicación satelital o de largo alcance. Dichos sistemas se suelen montan en el techo o en un vehículo, contenedor o edificio separado.

### GCS Portable

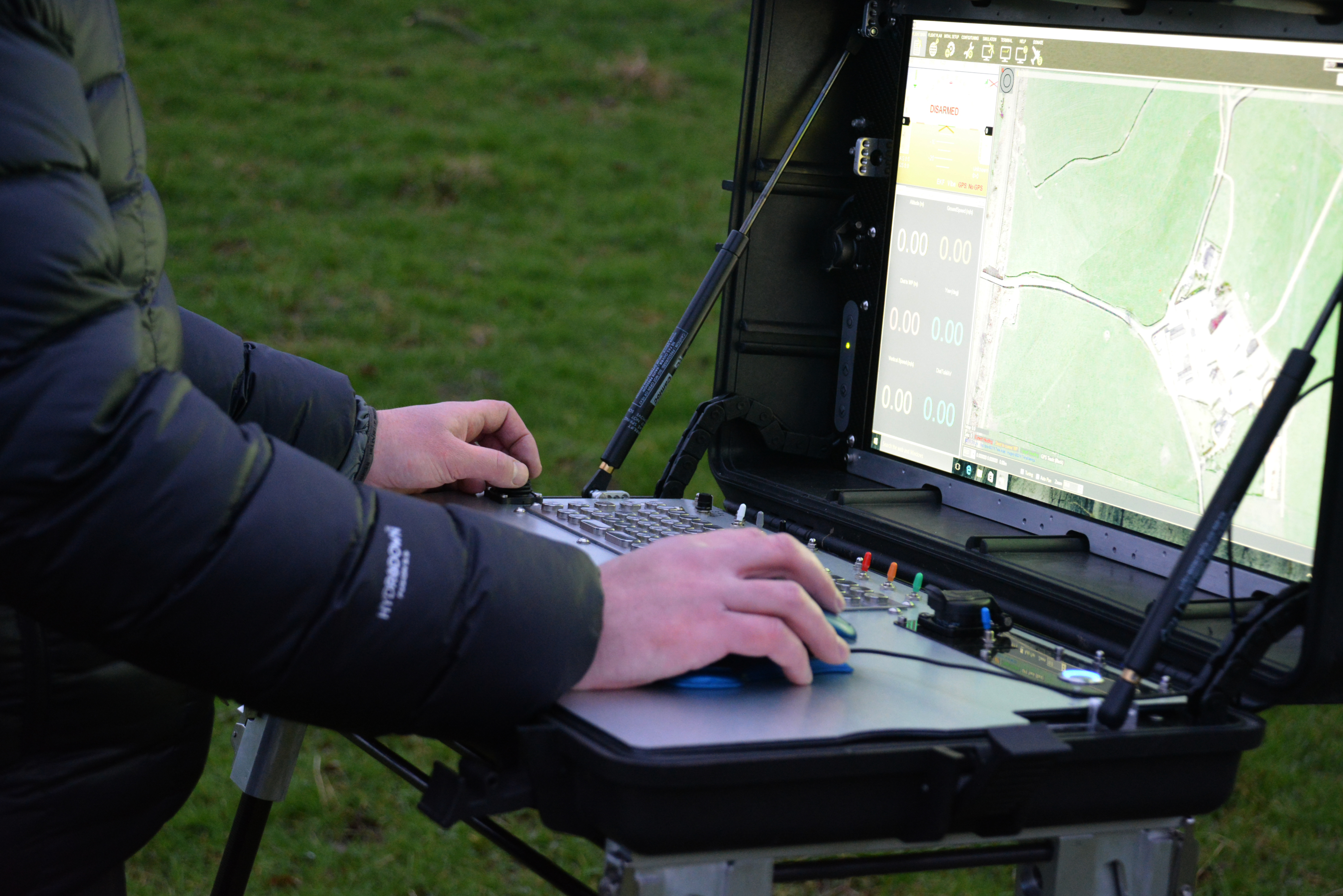
Worthington Sharpe Wing GCS, un ejemplo de una Estación de Control Terrestre UAV portable.

Los UAVs más pequeños pueden ser operados con un transmisor tradicional de estilo "doble palanca", usados comúnmente en vehículos de radio control. Para tareas más avanzadas, se suele complementar esta configuración con una computadora portátil o tableta, telemetría de datos y video, y antenas, creando así lo que efectivamente se conoce como una Estación de Control Terrestre.
Varios proveedores ofrecen un sistema combinado que consiste en un transmisor de radio control modificado, en combinación con lo que suele ser una pantalla táctil. Todo esto se combina con una computadora interna, encargada de ejecutar el software GCS que encuentra detrás de la pantalla, y con los enlaces de video y datos.
También existen unidades GCS más grandes, que normalmente caben dentro de cajas de vuelo. Estos sistemas, al igual que los más pequeños, también cuentan con una computadora interna que ejecuta el software GCS, y con enlaces de video y datos. Estas GCS más sofisticadas suelen contar pantallas que pueden ser de alto brillo, o tratadas con un revestimiento antirreflejo, para aumentar la visibilidad a la luz del sol. Se suelen colocar en el suelo o sobre una mesa portátil, aunque algunos modelos pueden contar con patas plegables integradas.
Algunas unidades GCS portátiles tienen el diseño HOTAS. Este diseño incluye un joystick de 3 ejes para controlar la guiñada, cabeceo y balanceo del UAV. Además, un fader deslizante o de barra en T permite aumentar o disminuir la velocidad aerodinámica del UAV.

## Software
El software GCS se suele ejecutar en ordenador situado en tierra, y comúnmente se usa para planificar y ejecutar una misión. A nivel de interfaz, suele proporcionr un mapa virtual donde el usuario puede definir puntos de ruta para el vuelo y ver el progreso de la misión. También sirve como una cabina de mando virtual, mostrando muchos de los mismos instrumentos que en los aviones tripulados.